# Pedagogium (Rio de Janeiro)
O Pedagogium foi um museu pedagógico fundado em 1890, que se localizava na cidade do Rio de Janeiro, no então Distrito Federal, no Brasil. Em 1897 foi transformado num centro de cultura superior e, em 1906, recebeu o primeiro laboratório de psicologia experimental do país. A instituição foi extinta em 1919.

## História
A ideia da criação de um museu pedagógico no Império do Brasil surgiu em 1882, inspirada na reforma do ensino realizada por Rodolfo Dantas com o apoio do parecer do projeto de ensino primário de Rui Barbosa.
A iniciativa seria de Benjamin Constant à frente do Ministério da Instrução Pública, Correios e Telégrafos, mas a sua fundação ocorreu apenas em 1890. A proposta inicial era a de ser um centro impulsionador das reformas e melhoramentos de que carecia a educação nacional, com ênfase principalmente ao ensino nas escolas normais, agindo como um centro nacional de controle e coordenação das atividades pedagógicas no país.
O "Pedagogium" contava ainda com a Revista Pedagógica, um periódico de divulgação das ideias e propostas discutidas no museu, que conheceu grande influência à epoca.. A revista seria distribuída gratuitamente aos professores do ensino primário e secundário públicos, à imprensa e aos estabelecimentos públicos de instrução, nacionais e estrangeiros.
O fechamento da instituição ocorreu em 1919, pelo Decreto Municipal n.º 1360. 
O museu teve como diretores:
- Dr. Joaquim José de Menezes Vieira - 1890 a 1896
- Manoel Bomfim - 1897 a 1919

## Dados adicionais
1. O "Pedagogium" recebeu uma placa comemorativa feita por Menezes Vieira, criador do Museu Pedagógico, para Benjamin Constant (criador do "Pedagogium"). A placa, em prata, é atravessada por uma pena, fixas num suporte de madeira de lei. Nela se inscreve a data de 15 de janeiro de 1891.
2. Após o encerramento do "Pedagogium", todo o seu patrimônio foi doado à Escola Normal (atualmente ISERJ), no Rio de Janeiro.